# Nagłowice-Oksa (gmina)
Nagłowice-Oksa – dawna gmina wiejska istniejąca w latach 1976–1991 w woj. kieleckim (dzisiejsze woj. świętokrzyskie). Siedzibą władz gminy były Nagłowice.
Gmina została utworzona w dniu 1 lipca 1976 roku w woj. kieleckim z obszarów znoszonych gmin Nagłowice i Oksa.
2 kwietnia 1991 roku gmina Nagłowice-Oksa została zlikwidowana. Z części gminy Nagłowice-Oksa utworzono gminę Oksa (Błogoszów Lipno, Nowe Kanice, Oksa, Pawęzów, Popowice, Rembiechowa, Rzeszówek, Stare Kanice, Tyniec-Kolonia, Tyniec-Wieś, Węgleszyn-Dębina, Węgleszyn-Ogrody, Węgleszyn-Wieś, Zakrzów i Zalesie), a pozostałe tereny gminy przemianowano na gminę Nagłowice. Jedyną zmianą było włączenie sołectwa Caców do gminy Nagłowice, a które w latach 1973–1976 należało do gminy Oksa.
Tak więc w praktyce obie gminy sprzed komasacji w 1976 roku (Nagłowice i Oksa) zostały w 1991 roku odtworzone, jednakże tylko gmina Nagłowice zachowała prawną ciągłość po gminie Nagłowice-Oksa.